# Kalista Sy
Kalista Sy, née en 1982, est une réalisatrice et scénariste sénégalaise, connue pour avoir écrit et produit la série télévisée Maîtresse d'un homme marié, une chronique qui a fait réagir et a divisé les téléspectateurs, en posant des questions de société sur la sexualité, l'émancipation des femmes, et les violences faites aux femmes.

## Parcours
Kalista Sy, née en 1982, devient journaliste de profession. Mais elle se fait surtout connaître en réalisant un feuilleton télévisé en wolof, Maîtresse d'un homme marié, qui se déroule à Dakar et évoque le vécu quotidien des sénégalais tout en dénonçant les violences faites aux femmes. La fiction aborde aussi les thèmes de la sexualité et de la polygamie. Les épisodes sont diffusées sur la chaîne Youtube de Marodi TV Sénégal, sur la 2sTV et sur A+,,.
Mame Mactar Guèye, responsable d'une ONG islamique, tout en réagissant sur le contenu, écrit à propos de cette œuvre de Kalista Sy que « la série place l'expérience des femmes au centre de son scénario ». Le feuilleton a alimenté les conversations et a mis la ville de «Dakar en émoi»,,. Les discussions provoquées par cette série sur la liberté sexuelle des femmes ont conduit des religieux islamiques à demander son interdiction. Pour une des actrices de la série, Jessica Gomez jouant le rôle de Dalanda,« avant MDHM, on voyait à l’écran des femmes soumises, totalement dévouées à leur mari, à leur foyer. Des femmes qui supportent tout. Kalista montre ce que nous vivons et ce qu’on n’ose exposer dans notre société patriarcale, par peur du regard des autres. »
En 2019, Kalista Sy  est inscrite sur la liste des 100 femmes de la BBC les plus influentes,,.
En 2022, elle lance Kalista Production, sa propre maison de production avec comme première série Yaay 2.0 (Maman 2.0). Le premier épisode a été diffusé le 29 mars 2022. Elle y aborde des thèmes toujours aussi sensibles, tels que le désir de maternité, ou encore l’infertilité masculine, le handicap, les fausses couches.